# Elastico

Manipolazione di un elastico.

Un elastico è un sottile anello utilizzato per tener chiuse scatole e pacchi o per tenere legati assieme oggetti.

## Descrizione
L'elastico è solitamente realizzato in gomma, ma può essere fatto anche di altri materiali, come per esempio plastica o fibre sintetiche dotate di analoga elasticità. Il nome viene dalla sostantivazione dell'aggettivo elastico, detto di un materiale che ha la proprietà di ritornare quasi alla sua forma originaria se esteso o deformato.
Notevoli sviluppi nell'evoluzione degli elastici iniziarono nel 1923 quando William H. Spencer ottenne alcune camere d'aria Goodyear e tagliò gli elastici a mano nella sua cantina, dove fondò l'Alliance Rubber Company. Spencer ha convinto l'Akron Beacon Journal e il Tulsa World a provare ad avvolgere i loro giornali con uno dei suoi elastici per evitare che volassero sui prati. Ha continuato a aprire la strada ad altri nuovi mercati per gli elastici come: applicazioni agricole e industriali e una miriade di altri usi. Spencer ottenne un brevetto il 19 febbraio 1957 per un nuovo "Metodo per realizzare elastici" che produceva elastici con un design ad anello aperto.

## Produzione
Molto frequentemente la gomma, naturale o sintetica che sia, arriva allo stabilimento di produzione in grandi balle. Gli elastici sono realizzati estrudendo la gomma in un lungo tubo per fornire la sua forma generale. Esistono diversi metodi che possono essere applicati a questo punto del processo di produzione. Originariamente, e in alcuni casi ancora oggi, i tubi di gomma venivano quindi posizionati su mandrini (strumenti affusolati contro il quale il materiale può essere forgiato, pressato, allungato o modellato), polimerizzando la gomma con il calore e quindi tagliandoli lungo la larghezza del tubo in piccole bande. Ciò fa sì che il tubo si divida in più sezioni, creando elastici. Questo è più comunemente noto come processo di estrusione della gomma "off-line".
Mentre altri prodotti in gomma possono utilizzare gomma sintetica, la maggior parte degli elastici viene prodotta principalmente utilizzando gomma naturale a causa della sua elasticità superiore.

## Dimensioni dell'elastico

### Misurazione

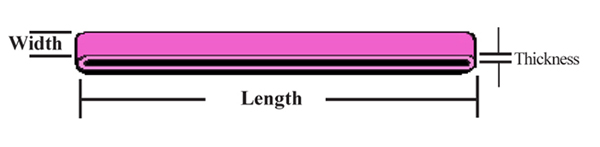
Misurazione di un elastico: spessore, lunghezza e larghezza.

Un elastico viene solitamente misurato in tre dimensioni di base: la lunghezza piatta, la larghezza del taglio e lo spessore della parete. La lunghezza piatta è la lunghezza totale non stirata. Perpendicolare alla lunghezza piatta è la larghezza di taglio. Lo spessore delle pareti viene generalmente misurato utilizzando strumenti come i calibri. Lo spessore della parete determina la resistenza e la durata dell'elastico.
Se si immagina un elastico durante la fabbricazione, cioè un lungo tubo di gomma su un mandrino, prima che venga tagliato in elastici, la larghezza dell'elastico è decisa dalla distanza tra le parti tagliate e la sua lunghezza dalla circonferenza del tubo.

## Termodinamica
La temperatura influisce in modo insolito sull'elasticità di un elastico. Il riscaldamento fa contrarre l'elastico e il raffreddamento provoca l'espansione. Allungare un elastico farà rilasciare calore, mentre rilasciarlo dopo che è stato allungato gli farà assorbire calore, facendo sì che l'ambiente circostante diventi un po' più fresco. Questo effetto è dovuto alla maggiore entropia dello stato non sovraccaricato. In altre parole, la capacità di convertire l'energia termica in lavoro mentre la gomma si rilassa è consentita dalla maggiore entropia dello stato rilassato.
Il risultato è che un elastico si comporta in qualche modo come un gas ideale monoatomico in quanto (con buona approssimazione) i polimeri elastici non immagazzinano alcuna energia potenziale nei legami chimici allungati. Non viene svolto alcun lavoro elastico per "allungare" le molecole quando si lavora su questi polimeri sfusi. Invece, tutto il lavoro svolto sulla gomma viene "rilasciato" (non immagazzinato) e compare immediatamente nel polimero sotto forma di energia termica. Al contrario, quando il polimero lavora sull'ambiente circostante (come contrarsi per sollevare un oggetto) converte l'energia termica per lavorare nel processo e si raffredda allo stesso modo di un gas ideale, espandendosi mentre fa lavoro.

## Elastici rossi

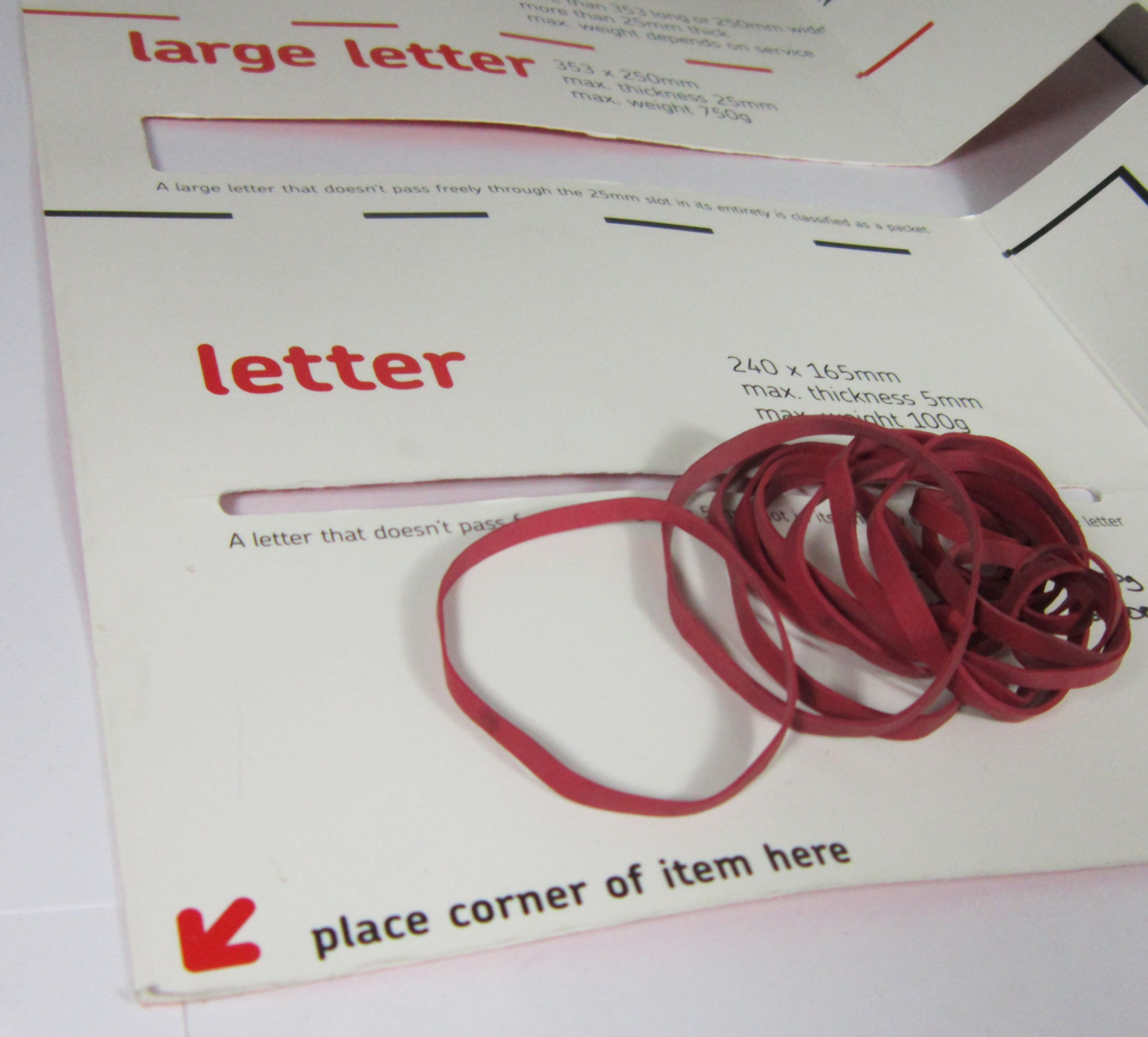
Elastici Royal Mail

Nel Regno Unito nel 2004, a seguito delle lamentele del pubblico sui corrieri postali che creavano rifiuti scartando gli elastici che usavano per tenere insieme la posta, la Royal Mail ha introdotto elastici rossi da utilizzare per i propri dipendenti: si sperava che, poiché gli elastici erano più facili da individuare rispetto a quelli marroni tradizionali e poiché solo la Royal Mail li utilizzava, i dipendenti vedevano (e si sentivano obbligati a raccogliere) eventuali elastici rossi che avevano inavvertitamente lasciato cadere. Nel 2006 venivano utilizzate circa 342 milioni di elastici rossi all'anno.

## Elastici in ortodonzia
È possibile utilizzare (indossati) speciali elastici in lattice di grado medico per la correzione ortodontica della posizione dei denti insieme a apparecchi metallici o allineatori trasparenti per applicare una pressione aggiuntiva sui denti da raddrizzare. Sono definiti elastici ortodontici.

## Ranger bands

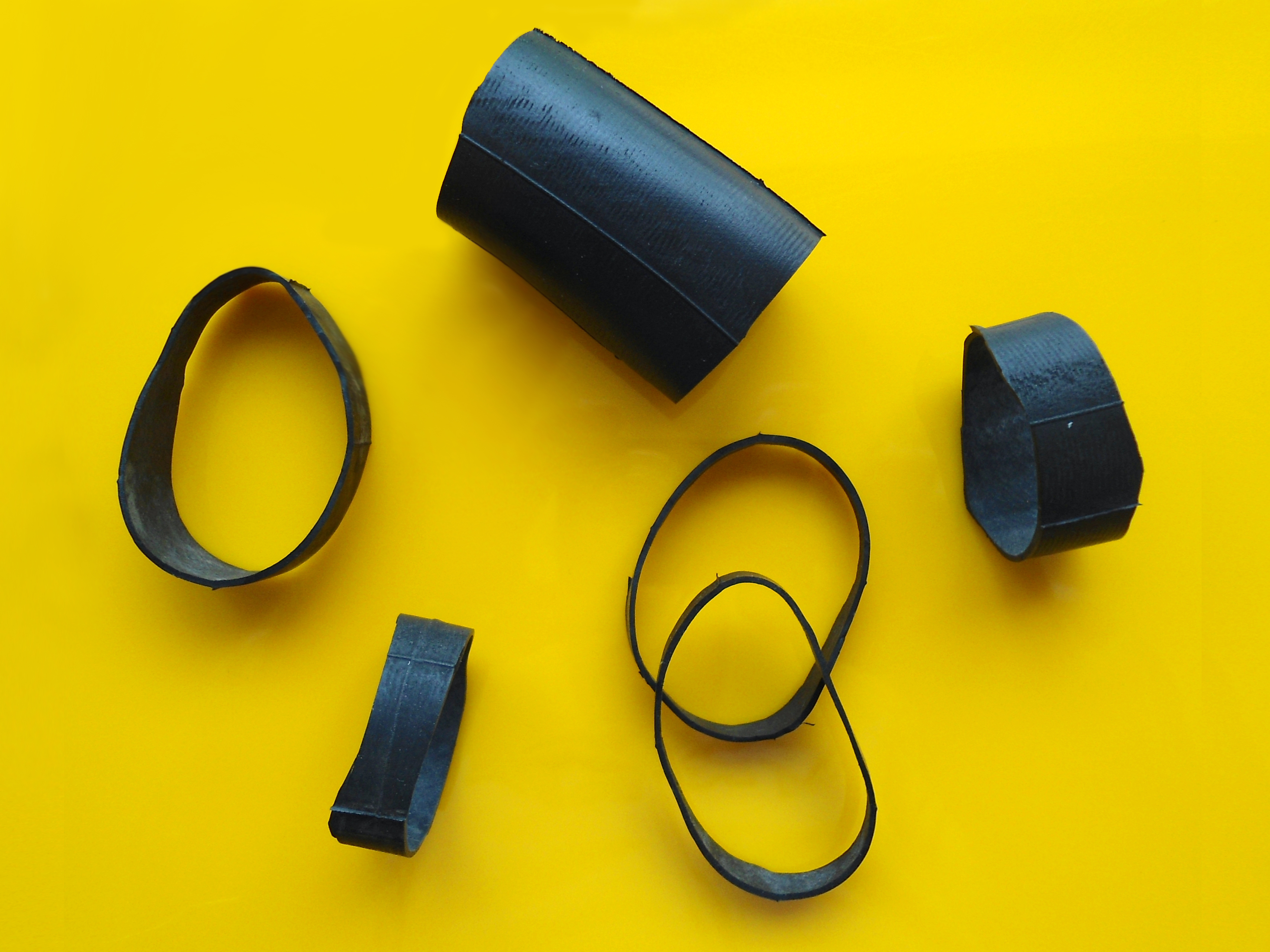
Ranger bands realizzate con camera d'aria da ciclomotore

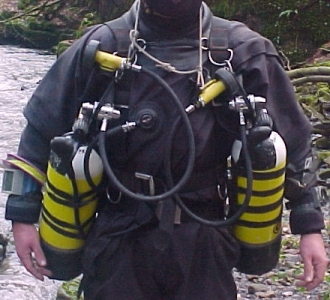
Imbracatura sidemount (una configurazione di attrezzatura per immersioni subacquee che ha set da sub montati accanto al subacqueo, sotto le spalle e lungo i fianchi) in stile britannico per immersioni in grotta che mostra snoopy loops usati per riporre i tubi contro i cilindri.

Questo tipo di elastico è stato reso popolare dall'uso militare. Le Ranger bands sono essenzialmente sezioni di camere d'aria per pneumatici tagliate in varie dimensioni. Hanno il vantaggio di essere versatili, durevoli e resistenti agli agenti atmosferici e all'abrasione. Sono comunemente usati per ancoraggi e possono anche essere usati per impugnature improvvisate, fornendo una superficie forte ad alto attrito con un eccellente assorbimento degli urti.
Anelli identici della camera d'aria sono usati da speleologi e subacquei in grotta, e in quel contesto sono chiamati snoopy loops dalla comunità britannica di speleologia e immersioni in grotta. Quando si perdono sono riconoscibili come una forma comune di rifiuti.
Gli snoopy loops possono essere facilmente tagliati dalle camere d'aria di auto e moto scartate usando un paio di forbici. Un taglio di coltello può lasciare un bordo dentellato che può portare allo strappo. Diverse dimensioni della camera d'aria vengono utilizzate per compiti diversi. Gli usi nella speleologia includono la sigillatura di polsini di tute e colletti di stivali contro l'ingresso di acqua, il mantenimento di ginocchiere e gomitiere in posizione o il fissaggio di cime da immersione a piccole rocce e sono stati utilizzati per il primo soccorso per fissare saldamente in posizione le articolazioni ferite.
I subacquei tecnici utilizzano piccoli snoopy loops realizzati con camere d'aria di biciclette per evitare che le luci di riserva fissate a un'imbracatura da immersione penzolino, e anelli più grandi tagliati dai tubi delle auto vengono utilizzati per riporre i tubi contro l'imbracatura o le bombole a montaggio laterale.
L'origine esatta è sconosciuta ed è stata oggetto di molte speculazioni. Si afferma che la pratica dell'utilizzo di snoopy loops abbia avuto origine in Grecia e sia stata individuata dai membri del Cave Diving Group alla fine degli anni '70. La pratica è stata poi propagata nello Yorkshire Dales. Un'altra affermazione è che gli snoopy loops siano stati nominati da Dave Morris, uno speleologo del Cave Diving Group che ha notato come "curiosavano" intorno ai massi. All'epoca era considerato un nome ridicolo. Nessuna di queste affermazioni è particolarmente plausibile in quanto l'uso è ovvio ed è probabile che abbia avuto origine indipendentemente in diversi luoghi in date precedenti.

## Elastrazione

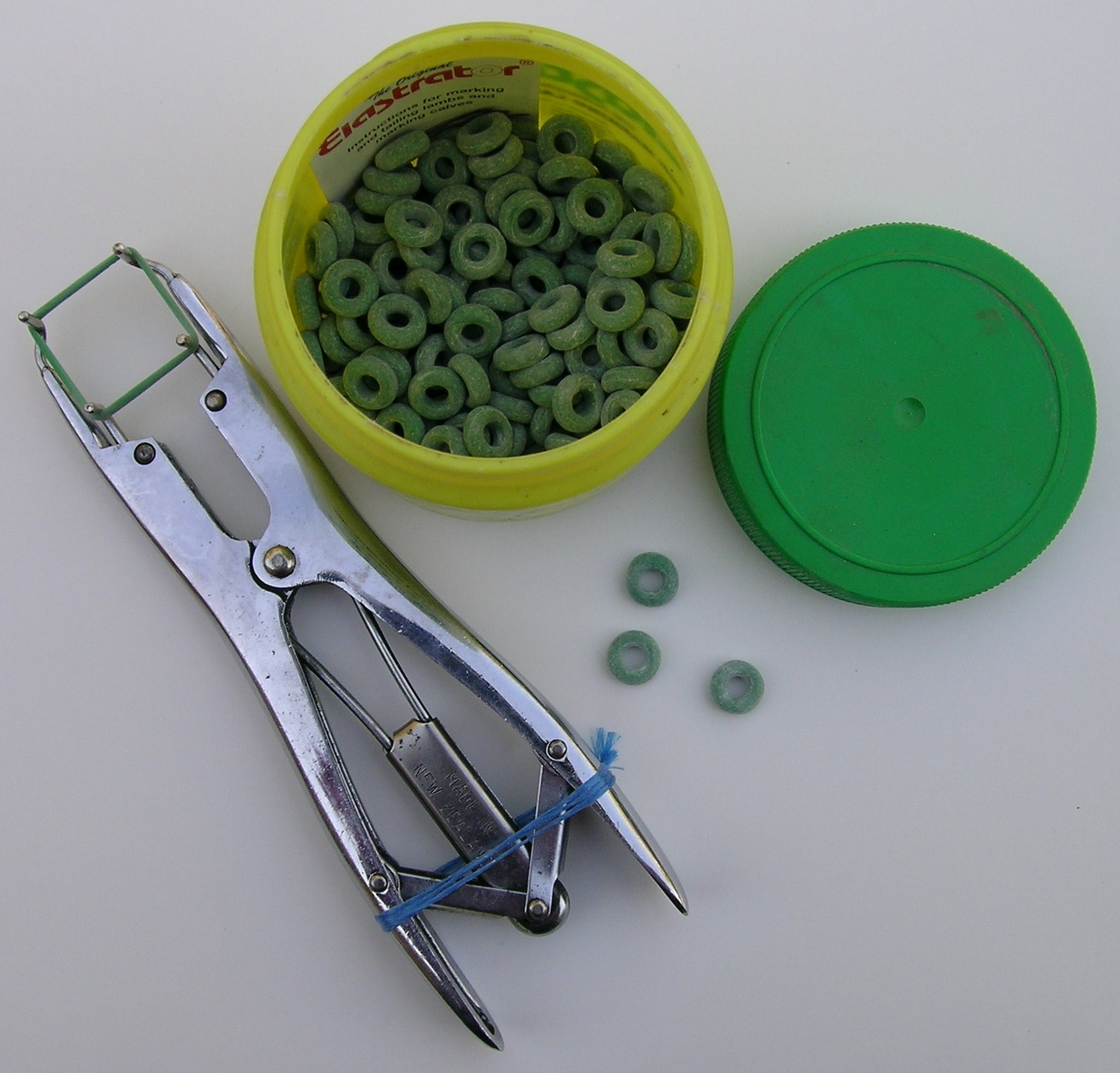
Elastici per l'elastrazione e pinze in lattice di gomma

Nella zootecnia, gli elastici vengono utilizzati per l'attracco e la castrazione del bestiame. La procedura prevede di fasciare la parte del corpo con un elastico stretto in lattice (gomma) per limitare il flusso sanguigno. Quando il flusso sanguigno diminuisce, le cellule all'interno delle gonadi muoiono e si disidratano. La parte alla fine cade.

## Uso nel modellismo
Gli elastici sono stati a lungo uno dei metodi per alimentare piccoli aeromodelli a volo libero, essendo l'elastico ancorato nella parte posteriore della fusoliera e collegato all'elica nella parte anteriore. Per "caricare" il "motore", l'elica viene girata ripetutamente, attorcigliando l'elastico. Quando l'elica ha compiuto giri sufficienti, l'elica viene rilasciata e il modello varato, quindi l'elastico fa girare rapidamente l'elica finché non si è srotolata.
Uno dei primi a utilizzare questo metodo fu il pioniere dell'aerodinamica George Cayley, che usò motori azionati da elastici per alimentare i suoi piccoli modelli sperimentali. Questi "motori in gomma" sono stati utilizzati anche per alimentare piccole barche modello.

## Palle

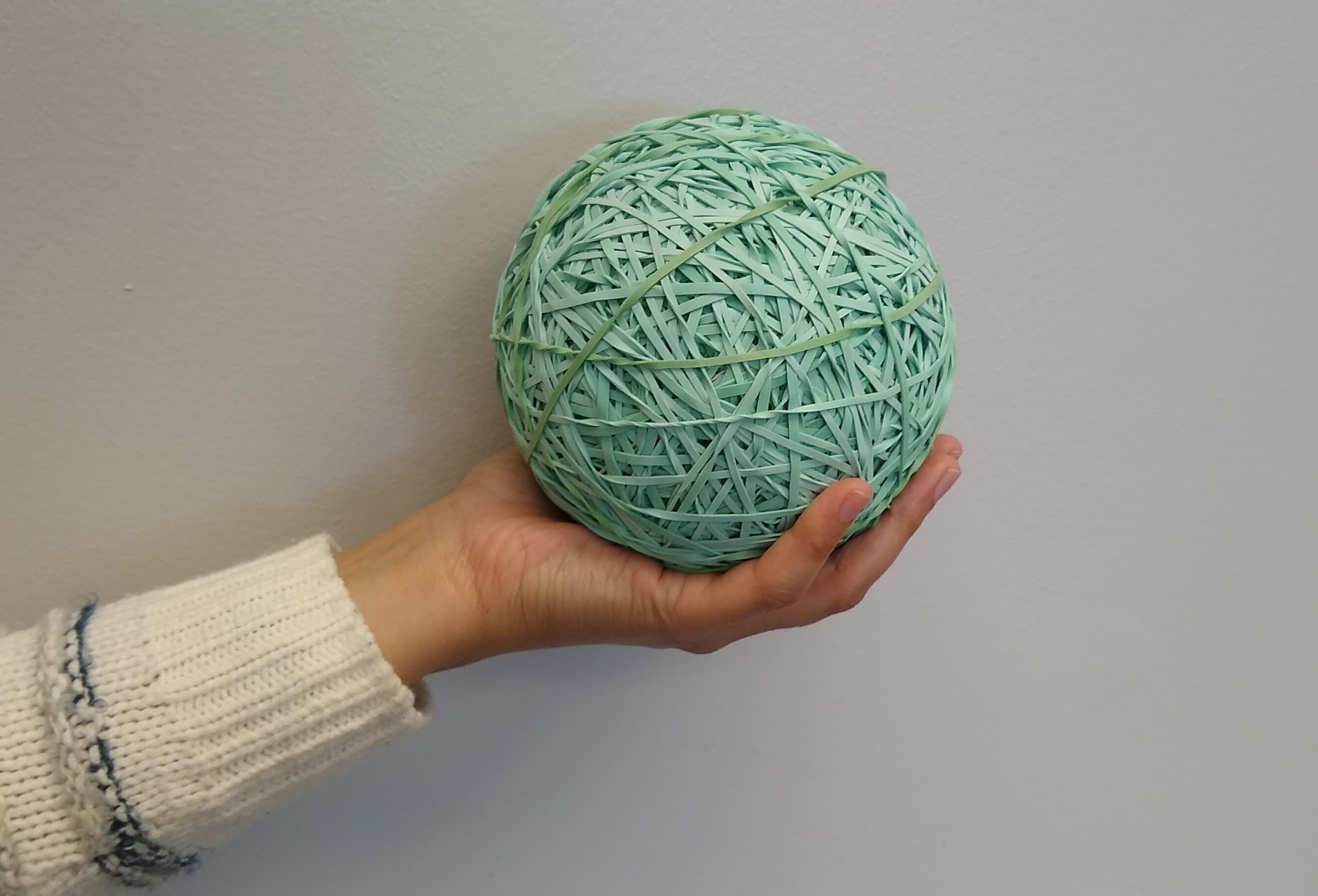
Una palla elastica composta da oltre 3.000 singoli elastici.

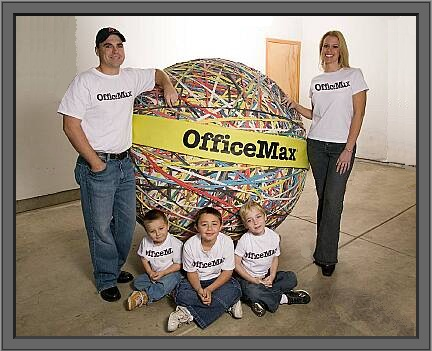
Una foto di Steve Milton e la sua palla elastica.

Una palla elastica è una sfera di elastici realizzata utilizzando un singolo elastico annodato come punto di partenza e poi avvolgendo gli elastici attorno al centro fino a raggiungere la dimensione desiderata. La palla è solitamente composta al 100% da elastici, ma alcune istruzioni richiedono l'utilizzo di una biglia, un pezzo di carta accartocciato o una pallina da ping-pong come punto di partenza.

## Pistola a elastico

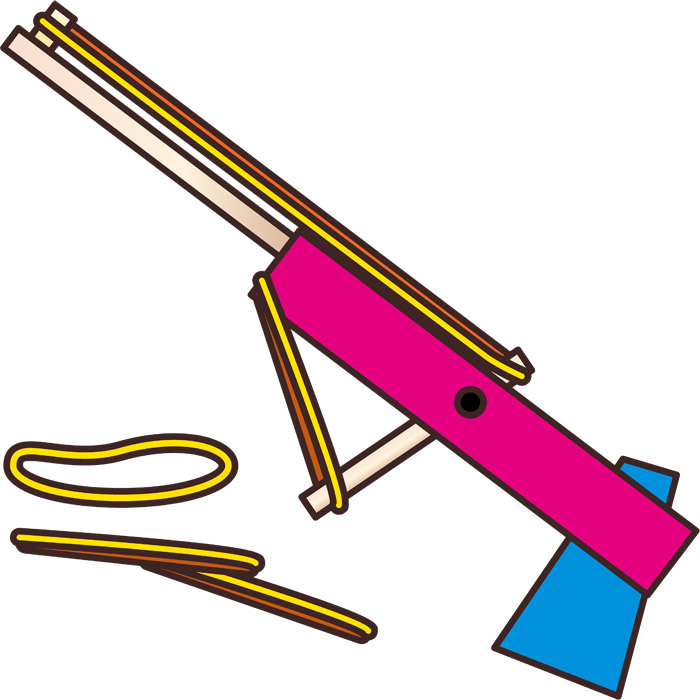
Schema illustrativo di una pistola ad elastico.

### Silly Bandz

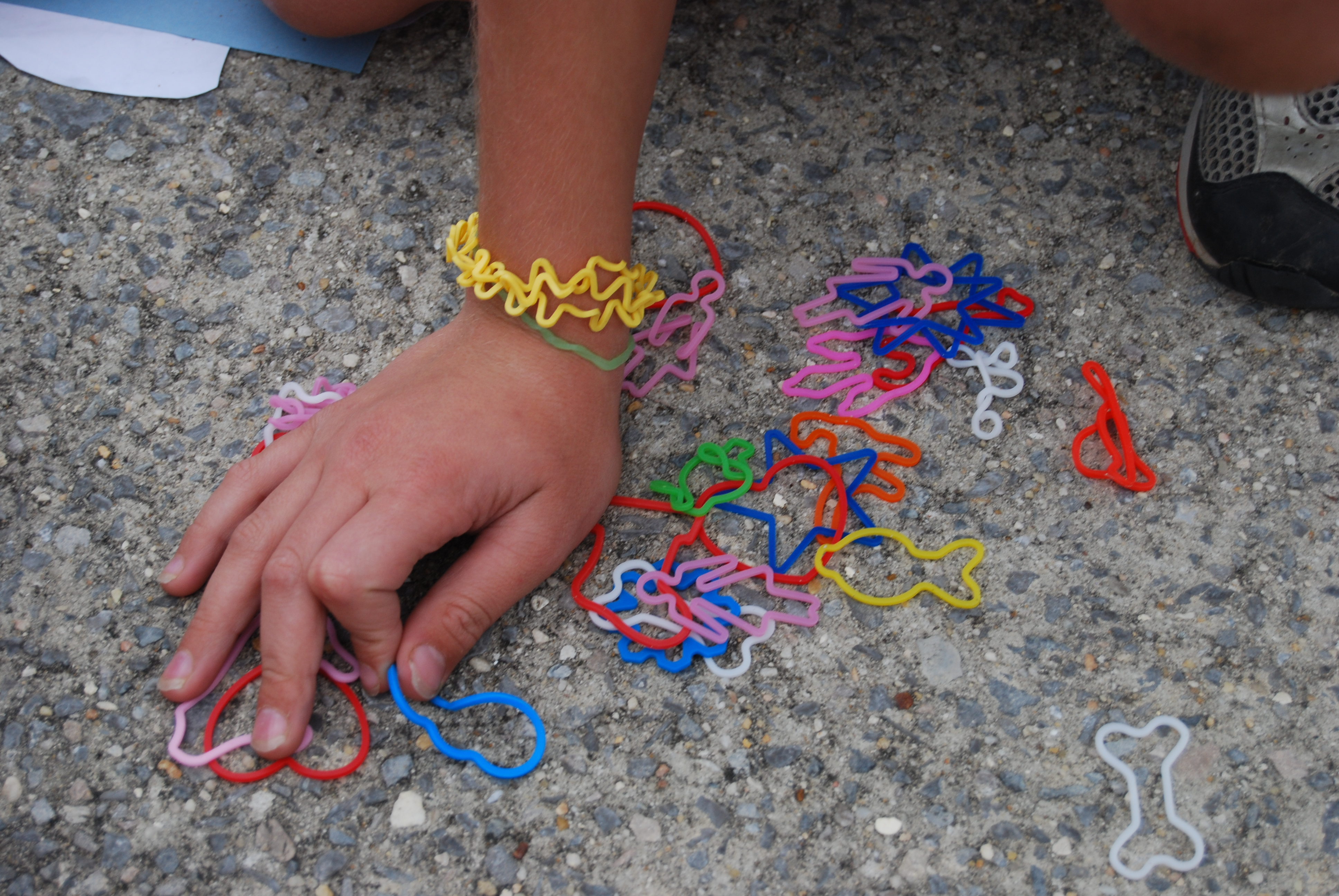
Bambino che gioca con i Silly Bandz.

### Elastico per capelli

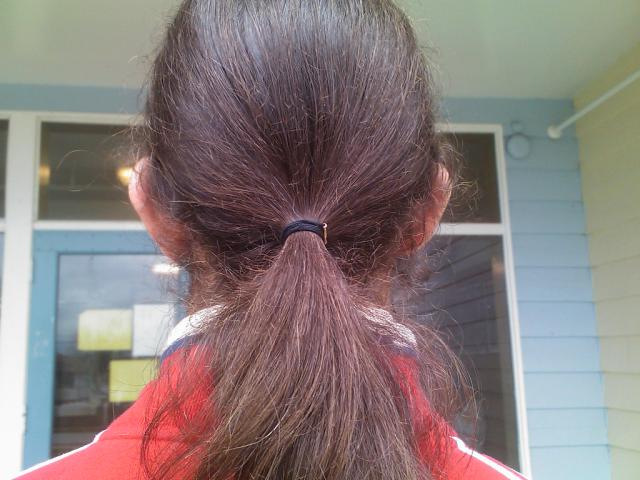
Coda di cavallo fissata con un elastico per capelli nero.